# کشاورزی طبیعی کره‌ای
کشاورزی طبیعی کره‌ای (انگلیسی: Korean natural farming؛ مخفف: KNF) یک روش کشاورزی ارگانیک با بازدهی بالاست که بدون استفاده از علف‌کش‌ها یا آفت‌کش‌ها، بلکه با میکروارگانیسم‌های بومی (IMO) (باکتری‌ها، قارچ‌ها، نماتدها و پروتوزوآها) خاک غنی از مواد مغذی تولید می‌کند.

## تاریخچه
چو هان کیو، متولد ۱۹۳۵ در سوون، استان گیونگ‌گی، کره، روش کشاورزی طبیعی کره‌ای را ابداع کرد. او تحصیلات دبیرستان خود را در بیست و نه سالگی در حالی که هنوز در مزرعه خانواده خود کار می‌کرد، به پایان رساند. از سال ۱۹۶۵، او به مدت سه سال به عنوان دانشجوی تحقیقات کشاورزی به ژاپن رفت و روش‌های کشاورزی طبیعی سه معلم: میوزو یاماگیشی (ژاپنی: 山岸 巳代蔵) کینشی شیباتا (柴田 欣志) و یاسوشی اوینوی (大井上 康) را مطالعه کرد.